# Clemente Díaz

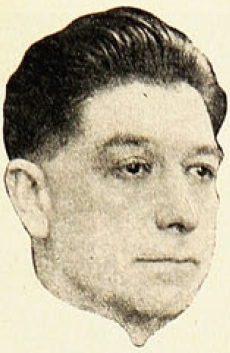
Clemente Díaz León en 1927.

Clemente Díaz León (n. ¿1882?, Rancagua - m. 1949) fue un periodista chileno, que trabajó durante 44 años en el diario El Mercurio, llegando a ser su director. 
Estudió en el Patrocinio San José. En 1902 empezó a trabajar como corrector de pruebas en El Mercurio. Pasó por varios puestos hasta que en 1922 fue nombrado subdirector.
Reemplazó en el cargo a Carlos Silva Vildósola. Permaneció en ese puesto desde 1931 hasta agosto de 1946. Su apoyo a la candidatura de Eduardo Cruz Coke le generaron problemas con los propietarios, quienes apoyaban a Fernando Alessandri Rodríguez. Por esta razón, se vio obligado a renunciar. siendo reemplazado por Rafael Maluenda.
Falleció en diciembre de 1949.